# Hans Stark (SS-Untersturmführer)
Hans Stark, född den 14 juni 1921 i Darmstadt, död 29 mars 1991 i Darmstadt, var en tysk SS-officer. Han tjänstgjorde i Sachsenhausen, Buchenwald och Dachau, innan han i december 1940 kommenderades till Auschwitz. Från maj 1941 var han verksam vid den politiska avdelningen (Lager-Gestapo) i Auschwitz, underordnad Maximilian Grabner. Stark deltog både i arkebuseringar och gasningar av lägerfångar. Vid minst ett tillfälle hällde han ner Zyklon B – som var i granulär form – via en ventil i gaskammarens tak.
Stark greps av sovjetiska soldater i maj 1945, men rymde efter några dagar. Vid den första Auschwitzrättegången 1963–1965 dömdes Stark till 10 års fängelse, men frisläppts redan år 1968. Enligt expertvittnet Dr. Helmut Lechler var Stark en lägerfunktionär utan samvete.